# François Fortunat Rouleau
Pour l’article homonyme, voir Rouleau.
François Fortunat Rouleau (4 juillet 1849-16 décembre 1907) est un avocat et homme politique fédéral du Québec.

## Biographie
Né à Sainte-Claire dans le Canada-Est, il étudie à l'école normale de Laval et à l'Université Laval de Québec. En 1870, il est nommé au Barreau du Québec et part pratiquer à Québec.
Élu député du Parti libéral-conservateur dans la circonscription fédérale de Dorchester en 1874, il doit être réélu lors d'une élection partielle en 1875 en raison de l'annulation de l'élection à la suite d'une pétition. Réélu en 1878, il ne se représente pas en 1882. Tentant un retour en 1900, il est défait par le conservateur Jean-Baptiste Morin.